# Магнус Нюрен
Магнус Нюрен (швед. Nyrén Magnus Olaf, рос. Магнус Олафович (Максим Олаєвич) Нюрен, 21 лютого 1837, Брунскуг (Brunskog), Швеція — 16 січня 1921, Стокгольм) — шведський і російський астроном, член-кореспондент Петербурзької АН (1898).
У 1859 році закінчив університет в Уппсалі (Швеція). Його дисертація «Досвід визначення сталої процесії зі складних зірок» звернула на себе увагу вчених, і О. В. Струве в 1868 році запросив його в Пулковську обсерваторію, де він працював до 1907 року. Протягом чотирьох з половиною років фактично виконував посаду віце-директора обсерваторії, яку не зайняв офіційно через слабке знання російської мови. У 1907 році вийшов у відставку і оселився в Стокгольмі, займаючись підготовкою публікацій для Пулковської обсерваторії.
Брав участь у спостереженнях для складання Пулковських фундаментальних каталогів точних положень зірок. У 1872—1875 роках за спостереженнями на вертикальному колі в Пулкові підтвердив висновок X.Петерса про змінюваність широт. Ряд робіт присвячено визначенню астрономічних сталих. Зі спостережень в 1885 році отримав значення річної аберації зірок рівне 20,49" (при сучасному значенні 20,496"). Займався дослідженням помилок астрономічних інструментів і поліпшенням методики обробки спостережень.

## Наукові праці
- «Numerus constans nutationis ex ascensionibus rectis stellae polaris in specula Dorpatensi annis 1822 ad 1838 observatis deductus. Adjecta est disquisitio theoretica de formula nutationis»
- «Untersuchung des Theilungfehlers des Ertelschen Verticalkreises der Pulcowaer Sternwarte»
- «Resultate aus Beobachtungen des Polarsterns am Ertelschen Verticalkreise der Pulkowaer Sternwarte»
- «Von den kleinen Ablenkungen der Lothlinie und des Niveau's, welche durch die Anziehungen der Sonne, des Mondes und einiger terrestrischen gegenstande hervorgebracht werden»
- «Beobachtungen des Neptun auf der Pulkowaer Sternwarte»
- «Ueber Prof. Madler's Untersuchungen uber eigene Bewegung der Fixsterne»
- «Ueber Bessels Bestimmung der Parallaxe von 61. Cygni aus Beobachtungen am Heliometer der Konigsberger Sternwarte»
- «Bestimmung der Bahn des im Monat December 1839 entdeckten Cometen, nach den auf der Pulkowaer Sternfwarte angestellen Beobachtungen (gelesen den 16-n Dec. 1842)» (с О. B. Струве)
- «Bestimmung der Fehler, welche bei der Auflosung der Pothenotischen Aufgabe mit dem Messtische entstehen»
- «Formeln der mittleren Monatsund Tagestemperaturen fur verschiedene Tiefen»